# Slank
Slank is dun zonder mager te zijn. De hoeveelheid lichaamsvet is dusdanig dat er geen sprake is van onder- of bovengewicht. Het begrip is subjectief en of het de proporties als esthetisch en aantrekkelijk worden ervaren, is persoonsgebonden, cultureel bepaald en gebonden aan de tijdgeest. Wat in een bepaalde periode als esthetisch en mooi werd ervaren, werd in een andere periode dik en onaantrekkelijk genoemd.
Slank is geen synoniem van mager. Mager heeft een veeleer negatieve connotatie, slank een positieve.
Niet alleen personen kunnen als slank worden ervaren, ook objecten, zoals een slanke kolom in de bouwkunde of een slanke boom in de natuur.